# Copa Entel 2009
La Copa Entel 2009 o Copa Entel PCS Ciudad de Temuco fue una serie de partidos correspondiente al torneo amistoso de fútbol Copa Entel y que consistió en la disputa de dos ediciones en enero de ese año, en la ciudad de Temuco, sur de Chile.
La primera edición fue ganada por Audax Italiano y la segunda edición por Universidad Católica.

## Primera edición
La edición consistió en un encuentro entre Audax Italiano y Universidad de Chile.
El partido, disputado en enero en el Estadio Germán Becker de Temuco, lo ganó Audax Italiano por 1-0, obteniendo así su primer título de la Copa Entel.
| Copa Entel 2009 I edición; 15 de enero de 2009, 22:00 | Audax Italiano    | 1:0 (1:0) | Universidad de Chile | Estadio Bicentenario Germán Becker, Temuco (Chile) |                                |
|                                                       | Reynero 7' (pen.) | Reporte   |                      | Asistencia: 9.000 espectadores                     | Asistencia: 9.000 espectadores |

### Campeón
| Campeón Audax Italiano |

## Segunda edición
La edición consistió en un clásico entre Colo-Colo y Universidad Católica.
El partido, arduamente disputado, tuvo su primer punto álgido con la expulsión del delantero Rodolfo Moya por infracción sobre Matías Rubio, hecho que permitió a Universidad Católica quedarse en ventaja numérica. Luego, el defensor paraguayo Nelson Cabrera también fue expulsado en Colo-Colo por infracción a su compatriota Ángel Martínez.
En el segundo tiempo el dominio de Universidad Católica fue absoluto. El equipo cruzado supo imponerse sin contrapeso con goles de Rodrigo Toloza y Luis Núñez rubricando una goleada de 3-0.
| 1  | POR | Cristián Muñoz       | 68' |
| 16 | DEF | Esteban Pavez        | 46' |
| 3  | DEF | Luis Mena            |     |
| 6  | DEF | Nelson Cabrera       |     |
| 24 | MED | José Domingo Salcedo |     |
| 17 | MED | Arturo Sanhueza      |     |
| 18 | MED | Rodrigo Meléndez     | 77' |
| 19 | MED | Gerardo Cortés       | 54' |
| 22 | DEL | Daúd Gazale          |     |
| 9  | DEL | Rodolfo Moya         | 44' |
| 21 | DEL | Yashir Pinto         | 46' |
| DT | DT  | Marcelo Barticciotto |     |

| 23 | POR | Christopher Toselli    |     |
| 3  | DEF | Marcos González        |     |
| 2  | DEF | Ángel Martínez         |     |
| 5  | DEF | Eros Pérez             | 59' |
| 16 | DEF | Hans Martínez          |     |
| 6  | MED | Francisco Silva        |     |
| 8  | MED | Jorge Ormeño           | 46' |
| 21 | MED | Iván Vásquez           | 59' |
| 14 | MED | Nicolás Gianni         | 62' |
| 9  | DEL | Jaison Ibarrola        |     |
| 25 | DEL | Matías Rubio           | 56' |
| DT | DT  | Marco Antonio Figueroa |     |

| 11 | DEL | César Carranza   | 44' |
| 2  | DEF | Rodrigo Riquelme | 46' |
| 8  | DEL | Lucas Barrios    | 46' |
| 4  | MED | Roberto Cereceda | 54' |
| 25 | POR | Francisco Prieto | 68' |
| 26 | MED | Sebastián Toro   | 77' |

| 7  | MED | Rodrigo Valenzuela | 46' |
| 10 | DEL | Luis Núñez         | 56' |
| 11 | MED | Rodrigo Toloza     | 59' |
| 18 | MED | Milovan Mirosevic  | 59' |
| 22 | DEL | Jeremías Caggiano  | 62' |

| Penal   | 68' | Rodrigo Toloza |
| Anotado | 76' | Luis Nuñez     |
| Anotado | 83' | Luis Nuñez     |

| Amonestado |  | Rodrigo Meléndez     |
| Amonestado |  | Arturo Sanhueza      |
| Amonestado |  | José Domingo Salcedo |

| Amonestado |  | Jorge Ormenño |
| Amonestado |  | Matías Rubio  |

|  |  | Rodolfo Moya    |
|  |  | Nelson Cabrera  |
|  |  | Arturo Sanhueza |

| Árbitro | Álvaro García |

| 1  | POR | Cristián Muñoz       | 68' |
| 16 | DEF | Esteban Pavez        | 46' |
| 3  | DEF | Luis Mena            |     |
| 6  | DEF | Nelson Cabrera       |     |
| 24 | MED | José Domingo Salcedo |     |
| 17 | MED | Arturo Sanhueza      |     |
| 18 | MED | Rodrigo Meléndez     | 77' |
| 19 | MED | Gerardo Cortés       | 54' |
| 22 | DEL | Daúd Gazale          |     |
| 9  | DEL | Rodolfo Moya         | 44' |
| 21 | DEL | Yashir Pinto         | 46' |
| DT | DT  | Marcelo Barticciotto |     |

| 23 | POR | Christopher Toselli    |     |
| 3  | DEF | Marcos González        |     |
| 2  | DEF | Ángel Martínez         |     |
| 5  | DEF | Eros Pérez             | 59' |
| 16 | DEF | Hans Martínez          |     |
| 6  | MED | Francisco Silva        |     |
| 8  | MED | Jorge Ormeño           | 46' |
| 21 | MED | Iván Vásquez           | 59' |
| 14 | MED | Nicolás Gianni         | 62' |
| 9  | DEL | Jaison Ibarrola        |     |
| 25 | DEL | Matías Rubio           | 56' |
| DT | DT  | Marco Antonio Figueroa |     |

| 11 | DEL | César Carranza   | 44' |
| 2  | DEF | Rodrigo Riquelme | 46' |
| 8  | DEL | Lucas Barrios    | 46' |
| 4  | MED | Roberto Cereceda | 54' |
| 25 | POR | Francisco Prieto | 68' |
| 26 | MED | Sebastián Toro   | 77' |

| 7  | MED | Rodrigo Valenzuela | 46' |
| 10 | DEL | Luis Núñez         | 56' |
| 11 | MED | Rodrigo Toloza     | 59' |
| 18 | MED | Milovan Mirosevic  | 59' |
| 22 | DEL | Jeremías Caggiano  | 62' |

| Penal   | 68' | Rodrigo Toloza |
| Anotado | 76' | Luis Nuñez     |
| Anotado | 83' | Luis Nuñez     |

| Amonestado |  | Rodrigo Meléndez     |
| Amonestado |  | Arturo Sanhueza      |
| Amonestado |  | José Domingo Salcedo |

| Amonestado |  | Jorge Ormenño |
| Amonestado |  | Matías Rubio  |

|  |  | Rodolfo Moya    |
|  |  | Nelson Cabrera  |
|  |  | Arturo Sanhueza |

| Árbitro | Álvaro García |

### Campeón
| Campeón Universidad Católica |